# Самоћа
Самоћа је стање повучености или изолације, недостатак социјализације.
Ефекти могу бити позитивни или негативни, у зависности од ситуације. Краткотрајна самоћа се често цени као време када се може радити, размишљати или одмарати без ометања. То може бити пожељно ради приватности. Непожељна дуготрајна самоћа може проистећи из нарушених односа, губитка вољених, намерног избора, заразне болести, менталних поремећаја, неуролошких поремећаја као што је поремећај циркадијалне дисритмије или околности запослења или ситуације.
Направљена је разлика између самоће и усамљености. У том смислу, ове две речи се односе, на радост и бол што сте сами.

## Утицаји на здравље
Симптоми потпуне изолације, који се називају сензорна депривација, могу укључивати анксиозност, сензорне илузије или изобличења времена и перцепције. Међутим, то је случај када уопште нема стимулације чулних система, а не само недостатак контакта са људима. Дакле, ово се може избећи тако што ћете имати друге ствари којима ће се заузети ум
Дуготрајна самоћа се често сматра непожељном, што узрокује усамљеност или повученост која је резултат немогућности успостављања односа. Штавише, може довести до клиничке депресије, иако неки људи на њу не реагују негативно. Монаси сматрају дуготрајну самоћу средством духовног просветљења.. Нека психолошка стања (као што су шизофренија и шизоидни поремећај личности) су снажно повезана са тенденцијом тражења самоће.
Принудна усамљеност (самица) је била кажњавање кроз историју. Често се сматра обликом мучења.
Истраживачи, укључујући Роберта Ј. Коплана и Јули Ц. Бовкер, одбацили су идеју да су усамљене праксе и самоћа инхерентно нефункционални и непожељни. У својој књизи Приручник о самоћи из 2013. године, аутори примећују како самоћа може омогућити побољшање самопоштовања, ствара јасноћу и може бити веома терапеутска. У уређиваном раду, Коплан и Бовкер позивају не само колеге из психологије да се укључе у рад на овом питању, већ и низ других факултета из различитих дисциплина. Фонгово поглавље нуди алтернативни поглед на то како је самоћа више од само личне путање за инвентаризацију живота; такође даје низ важних социолошких знакова који омогућавају протагонисти да се креће кроз друштво, чак и високо политизована друштва. У том процесу, политички затвореници у самицама су испитивани како би се утврдило како закључују своје ставове о друштву.

## Психолошки ефекти
Постоје и позитивни и негативни психолошки ефекти самоће. Већи део времена, ови ефекти и дуговечност су одређени количином времена које особа проводи у изолацији. Позитивни ефекти могу се кретати било где од више слободе до повећане духовности, док су негативни ефекти појава могућих менталних болести. Док је позитивна самоћа често пожељна, негативна самоћа је често невољна или непожељна у тренутку када се појави.

### Позитивни ефекти
Слобода се сматра једном од предности самоће; ограничења других неће имати никаквог утицаја на особу која проводи време у самоћи, што јој даје више слободе у својим поступцима. Са повећаном слободом, мање је вероватно да ће на избор особе утицати интеракције са другима.
Креативност особе може се покренути када јој се да слобода. Самоћа може повећати слободу и штавише, слобода од ометања има потенцијал да изазове креативност. Психолог Михали Чиксентмихали је 1994. открио да адолесценти који не могу да поднесу да буду сами често престају да развијају креативне таленте.
Још једна доказана корист времена проведеног у самоћи је развој сопства. Када особа проводи време у самоћи од других, може доживети промене у свом самопоимању. Ово такође може помоћи особи да формира или открије свој идентитет без икаквих спољних ометања. Самоћа такође пружа време за контемплацију, раст личне духовности и самоиспитивање. У овим ситуацијама, усамљеност се може избећи све док особа у самоћи зна да има смислене односе са другима.

### Негативни ефекти
Негативни ефекти су примећени код затвореника. Понашање затвореника који проводе дуго времена у самоћи може се погоршати. Самоћа може изазвати физиолошке реакције које повећавају ризике по здравље.
Негативни ефекти самоће могу такође зависити од старости. Деца основношколског узраста која често доживљавају самоћу могу негативно реаговати. То је углавном зато што често самоћа у овом узрасту није избор детета. Усамљеност код деце основног узраста може настати када нису сигурна како да комуницирају у друштву, па више воле да буду сами, што изазива стидљивост или друштвено одбацивање.
Иако је већа вероватноћа да ће се тинејџери осећати усамљено или несрећно када нису у близини других, такође је већа вероватноћа да ће имати пријатније искуство са другима ако су прво провели време сами. Међутим, тинејџери који често проводе време сами немају тако добро глобално прилагођавање као они који своје време самоће балансирају са временом социјализације.

## Друге употребе

### Као задовољство
Самоћа не подразумева нужно осећање усамљености, и може заправо бити једини извор истинског задовољства за оне који је бирају са намером. Неки појединци траже самоћу да би открили значајније и виталније постојање. На пример, у религиозним контекстима, неки свеци су више волели тишину, налазећи огромно задовољство у својој перципираној једнообразности са Богом. Самоћа је стање које се може позитивно користити за молитву омогућавајући „да будемо сами са собом и са Богом, да се ставимо у слушање његове воље, али и онога што се креће у нашим срцима, нека прочисти наше односе; самоћа и тишина тако постајемо простори у којима живи Бог, и способност да се опоравимо и растемо у човечанству." 
У психологији, интроверти имају потребу да проводе време сами да би се напунили, док би онима који су једноставно социјално апатични могли бити пријатно окружење у којем се могу заокупити усамљеним задацима.
Буда је достигао просветљење употребом медитације, лишен телесних потреба и спољашњих жеља, укључујући друштвену интеракцију. Контекст самоће је постизање задовољства изнутра, али то не захтева потпуно одвајање од спољашњег света.

### Као казна
Изолација у виду самице је казна или мера предострожности која се користи у многим земљама широм света за затворенике оптужене за тешка кривична дела, оне који могу бити у опасности у затворској популацији, оне који могу да изврше самоубиство или оне који нису у могућности да учествују у затворске популације због болести или повреде. Истраживање је показало да самица не одвраћа затворенике од даљег насиља у затвору.

### Као третман
Психијатријске установе могу увести потпуну или делимичну изолацију за одређене пацијенте, посебно насилне или субверзивне, како би одговориле на њихове посебне потребе и заштитиле остатак популације која се опоравља од њиховог утицаја.